# Países Bajos en los Juegos Paralímpicos de Arnhem 1980
Los Países Bajos estuvieron representados en los Juegos Paralímpicos de Arnhem 1980 por un total de 104 deportistas, 78 hombres y 26 mujeres.

## Medallistas
El equipo paralímpico neerlandés obtuvo las siguientes medallas:
| Nombre                                                   | Deporte                       | Evento                                        |
| -------------------------------------------------------- | ----------------------------- | --------------------------------------------- |
| Oro                                                      |                               |                                               |
| Marianne Polderman-Kortekaas                             | Atletismo                     | Peso A femenino                               |
| Joke van Rijswijk                                        | Atletismo                     | Salto de altura A femenino                    |
| Johan Levestone                                          | Atletismo                     | Jabalina 2 masculino                          |
| Soedjeman Dipowidjojo                                    | Atletismo                     | Triple salto A masculino                      |
| Ineke Hageraats                                          | Natación                      | 100 m braza CP D femenino                     |
| Ineke Hageraats                                          | Natación                      | 100 m espalda CP D femenino                   |
| Ineke Hageraats                                          | Natación                      | 100 m libre CP D femenino                     |
| Monique van der Meer                                     | Natación                      | 50 m espalda CP C femenino                    |
| Monique van der Meer                                     | Natación                      | 50 m libre CP C femenino                      |
| Equipo                                                   | Natación                      | 3 × 100 m estilos CP D femenino               |
| Martin Kers                                              | Natación                      | 100 m braza E masculino                       |
| Martin Kers                                              | Natación                      | 100 m espalda E masculino                     |
| Martin Kers                                              | Natación                      | 100 m libre E masculino                       |
| Martin Kers                                              | Natación                      | 200 m estilos E masculino                     |
| Frits Hildebrandt                                        | Natación                      | 50 m espalda J masculino                      |
| Frits Hildebrandt                                        | Natación                      | 50 m libre J masculino                        |
| Chris de Groe                                            | Natación                      | 100 m espalda CP D masculino                  |
| Chris de Groe                                            | Natación                      | 100 m libre CP D masculino                    |
| Gerrie de Hoop                                           | Natación                      | 50 m braza J masculino                        |
| Cor Schuivens                                            | Natación                      | 50 m espalda CP C masculino                   |
| Jac van Dalen                                            | Natación                      | 100 m braza CP D masculino                    |
| Henk Legebeke                                            | Natación                      | 100 m espalda 6 masculino                     |
| H. G. Heynen                                             | Natación                      | 100 m libre 5 masculino                       |
| Willem van Laar                                          | Natación                      | 100 m libre C1-D1 masculino                   |
| André van Buiten                                         | Natación                      | 100 m mariposa E masculino                    |
| Gerard van Vliet                                         | Natación                      | 200 m estilos D masculino                     |
| Equipo                                                   | Natación                      | 3 × 100 m estilos CP D masculino              |
| Equipo                                                   | Natación                      | 3 × 100 m libre C1-D1 masculino               |
| Irene Schmidt                                            | Tenis de mesa                 | Individual 4 femenino                         |
| Gerda Becker Irene Schmidt                               | Tenis de mesa                 | Equipo 4 femenino                             |
| Grady Uyt de Boogaardt Loek van den Leur                 | Tenis de mesa                 | Equipo 4 masculino                            |
| Ed Baas Cock Hill                                        | Tenis de mesa                 | Equipo C masculino                            |
| Equipo                                                   | Voleibol sentado              | Torneo masculino                              |
| Plata                                                    |                               |                                               |
| Marianne Polderman-Kortekaas                             | Atletismo                     | Disco A femenino                              |
| Marianne Polderman-Kortekaas                             | Atletismo                     | Jabalina A femenino                           |
| T. G. Niehoff-Engelbertink                               | Atletismo                     | Disco D femenino                              |
| T. G. Niehoff-Engelbertink                               | Atletismo                     | Salto de longitud D femenino                  |
| E. H. Roek                                               | Atletismo                     | 1500 m 5 masculino                            |
| C. J. M. Slijkerman                                      | Atletismo                     | Eslalon 1B masculino                          |
| Bert Bottemanne                                          | Atletismo                     | Salto de longitud D masculino                 |
| J. F. G. Weyers                                          | Atletismo                     | Pentatlón 2 masculino                         |
| Equipo                                                   | Baloncesto en silla de ruedas | Torneo masculino                              |
| M. den Uyl                                               | Esgrima en silla de ruedas    | Florete individual novel femenino             |
| Mirjam Sanders                                           | Natación                      | 100 m braza C1 femenino                       |
| Mirjam Sanders                                           | Natación                      | 100 m espalda C1-D1 femenino                  |
| Mirjam Sanders                                           | Natación                      | 100 m libre C1-D1 femenino                    |
| Mirjam Sanders                                           | Natación                      | 150 m estilos C1 femenino                     |
| Jolande van de Zaag                                      | Natación                      | 50 m braza J femenino                         |
| Jolande van de Zaag                                      | Natación                      | 50 m espalda J femenino                       |
| Jolande van de Zaag                                      | Natación                      | 50 m libre J femenino                         |
| Monique van der Meer                                     | Natación                      | 50 m braza CP C femenino                      |
| W. Poortvliet                                            | Natación                      | 100 m espalda CP D femenino                   |
| Equipo                                                   | Natación                      | 4 × 100 m estilos 1A-6 femenino               |
| André van Buiten                                         | Natación                      | 100 m braza E masculino                       |
| André van Buiten                                         | Natación                      | 100 m espalda E masculino                     |
| André van Buiten                                         | Natación                      | 200 m estilos E masculino                     |
| Henk Legebeke                                            | Natación                      | 100 m braza 6 masculino                       |
| B. Koopman                                               | Natación                      | 100 m libre E masculino                       |
| Willem van Laar                                          | Natación                      | 150 m estilos C1 masculino                    |
| Grady Uyt de Boogaardt                                   | Tenis de mesa                 | Individual 4 masculino                        |
| Ed Baas                                                  | Tenis de mesa                 | Individual C masculino                        |
| T. Suters                                                | Tenis de mesa                 | Individual J masculino                        |
| V. Hertog Th. van Kessel                                 | Tenis de mesa                 | Equipo D masculino                            |
| Jappie Walstra                                           | Tiro con arco                 | Doble ronda FITA paraplejia baja masculino    |
| Bronce                                                   |                               |                                               |
| T. G. Niehoff-Engelbertink                               | Atletismo                     | Jabalina D femenino                           |
| T. G. Niehoff-Engelbertink                               | Atletismo                     | Peso D femenino                               |
| J. W. Visser                                             | Atletismo                     | 400 m A masculino                             |
| E. H. Roek                                               | Atletismo                     | 800 m 5 masculino                             |
| H. Alberts                                               | Atletismo                     | Disco F masculino                             |
| J. van den Belt                                          | Atletismo                     | Eslalon 1B masculino                          |
| T. A. van der Marel                                      | Atletismo                     | Jabalina CP C masculino                       |
| Bert Bottemanne                                          | Atletismo                     | Jabalina D masculino                          |
| H. Alberts                                               | Atletismo                     | Jabalina F masculino                          |
| J. F. G. Weyers                                          | Atletismo                     | Jabalina 2 masculino                          |
| E. Niehof C. J. M. Slijkerman J. C. Smit J. van der Belt | Atletismo                     | 4 × 60 m 1A-1C masculino                      |
| M. Tichelaar                                             | Esgrima en silla de ruedas    | Florete individual novel femenino             |
| Equipo                                                   | Golbol                        | Torneo masculino                              |
| M. Huyben                                                | Natación                      | 100 m braza A femenino                        |
| C. Salden                                                | Natación                      | 100 m espalda 4 femenino                      |
| W. Poortvliet                                            | Natación                      | 100 m libre CP D femenino                     |
| Silvia Cornelissen                                       | Natación                      | 100 m mariposa E femenino                     |
| Cor Schuivens                                            | Natación                      | 50 m braza CP C masculino                     |
| Cor Schuivens                                            | Natación                      | 50 m libre CP C masculino                     |
| Johan Zegers                                             | Natación                      | 50 m braza J masculino                        |
| Johan Zegers                                             | Natación                      | 50 m espalda J masculino                      |
| H. Vrieling                                              | Natación                      | 25 m mariposa 4 masculino                     |
| Gerrie de Hoop                                           | Natación                      | 50 m libre J masculino                        |
| H. G. Heynen                                             | Natación                      | 50 m mariposa 5 masculino                     |
| B. Koopman                                               | Natación                      | 100 m espalda E masculino                     |
| Willem van Laar                                          | Natación                      | 100 m espalda C1-D1 masculino                 |
| Jacques Bakx                                             | Natación                      | 150 m estilos D1 masculino                    |
| Gerda Becker                                             | Tenis de mesa                 | Individual 4 femenino                         |
| R. Brand                                                 | Tenis de mesa                 | Individual 3 masculino                        |
| A. van den Leur                                          | Tenis de mesa                 | Individual 4 masculino                        |
| J. Berings                                               | Tenis de mesa                 | Individual J masculino                        |
| E. Broos P. Suijkerbuijk                                 | Tenis de mesa                 | Equipo 1C masculino                           |
| Berings T. Suters                                        | Tenis de mesa                 | Equipo F masculino                            |
| Dick Munter                                              | Tiro                          | Pistola de aire amputación masculino          |
| P. Hommerson                                             | Tiro                          | Rifle de aire en posición tendida 1A-1C mixto |
| H. van der Liefvoort                                     | Tiro con arco                 | Doble ronda FITA paraplejia baja masculino    |